# Крупин, Степан Степанович
Степан Степанович Крупин (10 ноября 1901, Кизерь-2, Шурминский район, Кировская область — 19 ноября 1957, Москва) — советский военачальник, полковник, участник Гражданской, Советско-финляндской и Великой Отечественной войн.

## Биография
26 мая 1919 вступил в Рабоче-крестьянскую Красную армию. Участвовал в Гражданской войне. В 1936 году окончил авиационное отделение Военной академии РККА имени М. В. Фрунзе. После окончания был назначен сначала начальником отдела боевой подготовки, а затем заместителем начальника штаба ВВС Киевского особого военного округа.
В 1939—1940 годах участвовал в Советско-финляндской войне и занимал должность начальника отделения оперативного отдела штаба Северо-Западного фронта, после чего ему было присвоено звание комбрига.
12 апреля 1941 года был назначен начальником штаба 75-й авиационной дивизии, затем через месяц начальником отдела Управления ВВС Прибалтийского военного округа.
Занимал должность начальника штаба ВВС 54-й армии Северо-Западного фронта, а затем начальника штаба оперативной группы ВВС Ленинградского. фронта.
Был преподавателем кафедры тактики ВВС Военно-воздушной академии имени профессора Н. Е. Жуковского и Ю. А. Гагарина и преподавателем Военной академии командного и штурманского состава Военно-воздушных сил РККА.
С 7 августа 1953 года в запасе.
Похоронен на Монинском мемориальном военном кладбище.

## Награды[1]
- Орден Ленина (21.02.1945);
- 3 Ордена Красного Знамени (21.03.1940; 03.11.1944; 15.11.1950);
- Орден Отечественной войны II степени (18.08.1945);
- Медаль «За оборону Ленинграда» (22.12.1942);
- Медаль «XX лет Рабоче-Крестьянской Красной Армии» (22.02.1938);
- Медаль «За победу над Германией в Великой Отечественной войне 1941—1945 гг.» (09.05.1945).